# 张耕 (1944年)
张耕（1944年9月—），男，陕西蓝田人，中华人民共和国政治人物。陕西师范大学政治教育系毕业，北京政法学院（今中国政法大学）法律系法学基础理论专业研究生学历，法学硕士学位。

## 生平
1979年9月加入中国共产党。历任司法部办公厅副处长、处长、副主任、司法行政研究所所长、副部长，中共中央政法委员会副秘书长等职。2003年10月任最高人民检察院常务副检察长，2010年6月任全国政协教科文卫体委员会副主任。